# Río Kerio
El río Kerio es un curso de agua que circula por el Gran Valle del Rift. Nace cerca del Ecuador y es uno de los principales tributarios al Lago Turkana.